# Shotta
Ignacio González Rodríguez, més conegut amb el nom de Shotta (Sevilla, 25 de juliol de 1984) és un vocalista de rap. És germà del cantant de hip-hop Tote King.

## Discografia

### Amb ToteKing
- "Nada Pa Mí" (Maxi) (Superego, 2002)
- "Tu Madre Es Una Foca" (LP) (Superego, 2002)
- "Héroe" (LP) (Sony Music, 2012)

### En solitari
- "La Selva" (LP) (El Diablo/Discos Creador, 2004)
- " Los Raperos Nunca Mueren" (Maxi) (BoaCor, 2007)
- " Sangre" (LP) (BoaCor, 2008)
- " Profundo" (LP) (BoaCor, 2011)
- " Flowesia" ([LP]) (BoaCor, 2014)